# رومی گروبر
رومی گروبر (انگلیسی: Romy Gruber؛ زادهٔ ۷ فوریهٔ ۱۹۹۳) بازیکن فوتبال اهل لوکزامبورگ است.
وی همچنین در تیم ملی فوتبال Luxembourg بازی کرده‌است.